# Archistes
Archistes – rodzaj ryb skorpenokształtnych z rodziny głowaczowatych (Cottidae).

## Klasyfikacja
Gatunki zaliczane do tego rodzaju:
- Archistes biseriatus
- Archistes plumarius